# Helen Edwards
Helen Thom Edwards (* 27. Mai 1936 in  Detroit; † 21. Juni 2016) war eine US-amerikanische Physikerin, die sich mit Teilchenbeschleunigern beschäftigte.
Edwards studierte Physik an der Cornell University, wo sie 1957 den Bachelor und 1963 den Masterabschluss machte und 1966 promoviert wurde. Danach forschte sie an der Cornell University (unter Robert R. Wilson und Boyce McDaniel) bis zu ihrem Wechsel 1970 zum Fermilab, wo sie den Rest ihrer Karriere blieb.
An der Cornell University baute sie unter Wilson das 10 GeV Synchrotron auf. Wilson holte sie auch ans Fermilab, als er dort Direktor wurde. Sie baute dort Anfang der 1970er Jahre das Booster-Synchrotron auf. Mit Alvin Tollestrup und anderen baute sie das System supraleitender Magnete für das Tevatron, die erste technische Nutzung der Supraleitung in großem Maßstab. Später arbeitete sie auf Einladung von Björn Wiik an Supraleiter-Technologien für den dann nicht verwirklichten TESLA Beschleuniger am DESY.
Edwards war auch zwei Jahre bis 1991 Teil des anfänglichen Leitungsteams des Superconducting Super Collider.
Am 30. September 2011 fiel ihr die Ehre zu, das Tevatron abzuschalten.
1988 war sie MacArthur Fellow. 1986 erhielt sie den Ernest-Orlando-Lawrence-Preis und 2003 den Robert R. Wilson Prize. 1989 erhielt sie die National Medal of Technology. Sie war Mitglied der National Academy of Engineering und der American Academy of Arts and Sciences sowie Fellow der American Physical Society.